# حوزه‌های انتخابیه مجلس شورای اسلامی در استان خراسان شمالی

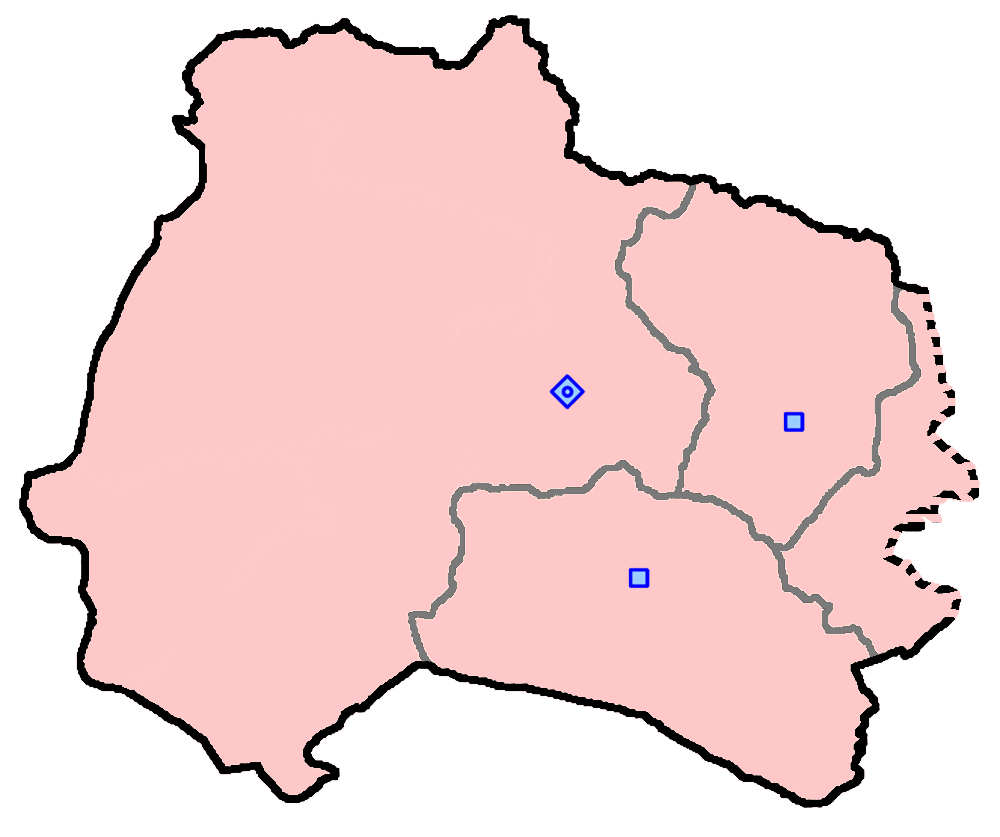
حوزه‌های انتخاباتی مجلس شورای اسلامی در استان خراسان شمالی

استان خراسان شمالی، ۳ حوزهٔ مستقل برای انتخابات مجلس دارد که در مجموع ۴ نماینده را دربر می‌گیرد. ۱ حوزه نیز مشترک میان این استان و استان خراسان رضوی است و ۱ نماینده دارد.
این حوزه‌ها و عبارت است از:
| مرکز    | حوزه                                              | شهرستان‌ها     | بخش‌ها                                                   | کرسی | نقشه | جمعیت  |
| ------- | ------------------------------------------------- | ------------- | ------------------------------------------------------- | ---- | ---- | ------ |
| اسفراین | اسفراین                                           | اسفراین       | شهر اسفراین، بخش مرکزی، بام وصفی آباد                   | ۱    |      | ۱۲۰۵۱۳ |
| شیروان  | شیروان                                            | شیروان        | شهر شیروان، بخش مرکزی، بخش سرحد، بخش قوشخانه            | ۱    |      | ۱۴۶۱۴۰ |
| بجنورد  | بجنورد، مانه و سملقان، گرمه، جاجرم و راز و جرگلان | بجنورد        | شهر بجنورد، بخش مرکزی، بخش گرمخان                       | ۲    |      | ۵۴۷۲۵۸ |
| بجنورد  | بجنورد، مانه و سملقان، گرمه، جاجرم و راز و جرگلان | مانه و سملقان | شهر آشخانه، بخش مرکزی، بخش مانه، بخش سملقان             | ۲    |      | ۵۴۷۲۵۸ |
| بجنورد  | بجنورد، مانه و سملقان، گرمه، جاجرم و راز و جرگلان | جاجرم         | شهر جاجرم، بخش مرکزی، بخش جلگه سنخواست و بخش جلگه شوقان | ۲    |      | ۵۴۷۲۵۸ |
| بجنورد  | بجنورد، مانه و سملقان، گرمه، جاجرم و راز و جرگلان | گرمه          | شهر گرمه، بخش مرکزی                                     | ۲    |      | ۵۴۷۲۵۸ |
| بجنورد  | بجنورد، مانه و سملقان، گرمه، جاجرم و راز و جرگلان | راز و جرگلان  | شهر راز، بخش مرکزی                                      | ۲    |      | ۵۴۷۲۵۸ |
| قوچان   | قوچان و فاروج                                     | قوچان         | قوچان، بخش مرکزی، بخش باجگیران                          | ۱    |      |        |
| قوچان   | قوچان و فاروج                                     | فاروج         | شهر فاروج، بخش مرکزی و بخش خبوشان                       | ۱    |      |        |

## پی‌نوشت
1. 1 2  شهرستان قوچان در استان خراسان رضوی قرار دارد، بنابراین این حوزه مشترک میان دو استان است، و به دلیل واقع بودن مرکز حوزه در خراسان رضوی ملحق بدان استان حساب می‌شود